# Bomolocha obscura
Bomolocha obscura är en fjärilsart som beskrevs av John Henry Leech 1900. Bomolocha obscura ingår i släktet Bomolocha och familjen nattflyn. Inga underarter finns listade i Catalogue of Life.